# Mariano Fermani
Mariano Darío Fermani (Rosario, Santa Fe, 2 de abril de 1983) es un exfutbolista argentino que jugaba como volante.

## Trayectoria

### Renato Cesarini
Fermani debutó con la camiseta de Renato Cesarini, club de su ciudad natal.

### Tiro Federal
En 2005 pasó a Tiro Federal, que atravesaba uno de los mejores momentos de su historia. Tuvo una segunda etapa en el club, en la temporada 2007/08.

### Gimnasia y Tiro
En 2006 llegó a Gimnasia y Tiro, donde tuvo un breve paso.

### La Equidad
En 2007 tuvo su experiencia en el exterior, cuando viajó a Colombia para sumarse a La Equidad.

### Cerro
En 2008 se mudó a Uruguay y se sumó a Cerro.

### Miramar Misiones
En 2009 llegó a Miramar Misiones. El equipo de Montevideo fue el último club uruguayo de su carrera.

### Atlético Tucumán
En el año 2011 volvió a Argentina y se sumó a Atlético Tucumán. Disputó una temporada con la camiseta del decano.

### Sportivo Las Parejas
En 2013 volvió a Santa Fe y se unió a Sportivo Las Parejas. En el año 2014 se retiró del fútbol.

## Clubes
| Club                 | País      |
| -------------------- | --------- |
| Renato Cesarini      | Argentina |
| Tiro Federal         | Argentina |
| Gimnasia y Tiro      | Argentina |
| La Equidad           | Colombia  |
| Cerro                | Uruguay   |
| Miramar Misiones     | Uruguay   |
| Atlético Tucumán     | Argentina |
| Sportivo Las Parejas | Argentina |